# 阿布里亞基
阿布里亞基是哥倫比亞的城鎮，位於該國北部，由安蒂奧基亞省負責管轄，距離首府麥德林202公里，始建於1821年2月7日，面積290平方公里，海拔高度1,925米，2005年人口2,173。

## 外部連結
- （西班牙文） Regions of Antioquia - Abriaquí yesterday, Abriaquí today

6°38′N 76°04′W / 6.633°N 76.067°W